# Męstwo bycia

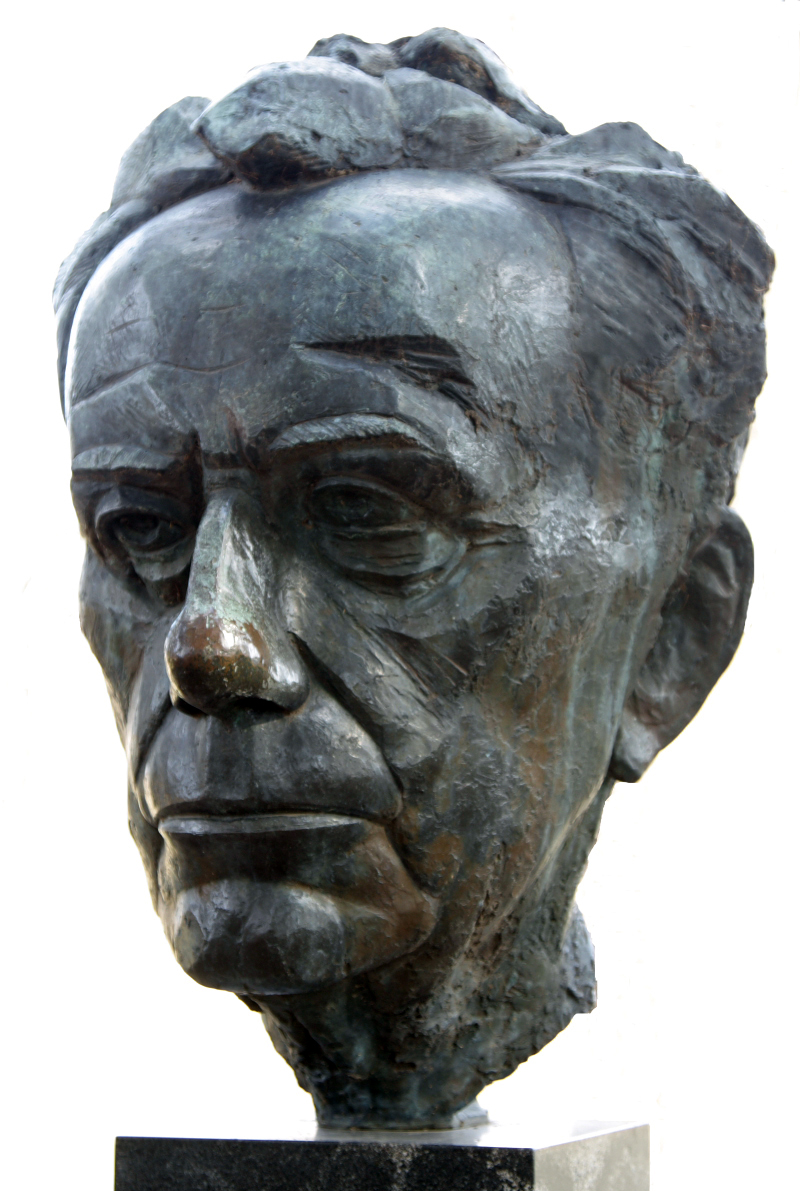
Paul Tillich – autor dzieła

Męstwo bycia (ang. The Courage to Be) – książka autorstwa niemieckiego teologa Paula Tillicha wydana po raz pierwszy w 1952 w New Haven przez Yale University Press w języku angielskim. Polskie wydania ukazały się 1983 w Paryżu (Editions du Dialogue) oraz w 1994 w Poznaniu (Rebis) – oba w tłumaczeniu Henryka Bednarka.

## Charakterystyka
Byt posiada niebyt wewnątrz siebie
Dzieło stanowi zapis zmagań autora z pojawiającym się w życiu każdego człowieka, z różną siłą, poczucia pustki i nicości. Książka adresowana jest do ludzi, dla których problem religii jest otwarty, którzy zmagają się z rozpaczą, bezsensem, zwątpieniem i brakiem celu. Tillich opowiada się za „prawdą przeciwko bezpieczeństwu, nawet jeśli bezpieczeństwo jest uświęcone i podtrzymywane przez Kościoły”. Uważa, że rozpacz obnaża najlepiej ze wszystkich emocji i uczuć naturę bytu ludzkiego i bytu w ogóle. Rozpacz otwiera człowieka na otchłań, którą jest dla każdego świadomego człowieka zdanie sobie sprawy z tajemnicy własnego nieistnienia. Rozpacz jest egzystencjalnym doświadczeniem nieistnienia. Autor uważa, że jest ona wyjątkowym wśród ludzkich doświadczeń, podając w wątpliwość podstawy jakiejkolwiek działalności ludzkiej, zmieniając kierunek życia i myślenia, uderzając w filary egzystencji, będąc siłą czysto wywrotową. Jest to egzystencjalny kataklizm, przewrót, myśl rozstrzygająca o tym, czy dalej w ogóle istnieć i po co. Czas rozpaczy to dla jednostki czas próby: zwycięskiej lub przegranej, ale zawsze pozostawiającej trwałe ślady w psychice. Powoduje ona dla człowieka zawieszenie myślenia o czasie jako wartości linearnej, bowiem przeszłość okazuje się martwa i bezpowrotna, przyszłość nieistniejąca, a teraźniejszość jest wiecznością. Rozpacz pozbawia ponadto osobę jakichkolwiek złudzeń dotyczących możliwości ocalenia siebie, tak w sensie duchowym, jak i fizycznym.
Tillich zakłada, że byt jest statyczną samotożsamością, obejmując także niebyt, a zatem własną negację. U podstaw bytu leżeć zatem ma zasada samoafirmacji wbrew niebytowi. To co istnieje, rzeczywistość może stawiać opór niebytowi, przezwyciężać nicość na drodze samorozwoju. Człowiek to byt biologiczny, jednak ponad determinizm wyróżnia go intencjonalność, umiejętność oceniania różnych treści, także religijnych, przyjęcia lub odrzucenia określonych wartości, a nadto umiejętność tworzenia. Człowiek posiada wolność wewnętrzną, możliwość wyboru, nie jest bezradny wobec losu. Może podejmować decyzje odnośnie drobnych kroków, jak i kierunku całego życia. Potwierdza siebie na przekór nicości. Czyni to na kilku polach jednocześnie: w moralności, duchowości i ontyczności. Świadomość nieistnienia rodzi lęk (egzystencjalną świadomość niebytu, lub jak chciała Anna Morawska w 1965 „trwogę egzystencjalną”), a lęk przed śmiercią jest doświadczeniem ontycznej skończoności.
Poczucie bezsensu i braku celu powstaje gdy jednostka traci absolutne relacje porządkujące jej poczynania, nadające życiu wymiar wewnętrznej konieczności. Bezsens rodzi lęk i oznacza duchową śmierć człowieka, tym bardziej dojmująco bolesną, że przeżywaną świadomie. Tillich wskazuje, że śmierć jest zjawiskiem duchowym, nie ontycznym, bo u jego podstaw leży doświadczenie bezsensu. Z rozpaczy może rodzić się fanatyzm – człowiek pogrążony w rozpaczy i całkowicie pozbawiony filarów egzystencji łatwo przyjąć może każdą ofertę działania zaspokajającą „głód sensu” i uśmierzającą ból samotności. Nicość stanowi bowiem zagrożenie dla podstaw bytu człowieka w ogóle.

Jednostka ludzka egzystuje poprawnie do czasu, gdy posiada iluzoryczne przeświadczenie bezpieczeństwa. Prędzej lub później, często w okresach kryzysów życiowych, ta bańka pęka i człowiek dostrzega wszechogarniające zagrożenie nicością, niebytem (potępieniem, śmiercią). To rozdzierające doświadczenie wywraca cały ład wewnętrzny, rodzi rozpacz i paraliżujący lęk. Aby dalej istnieć jednostka musi przezwyciężyć ów dojmujący lęk – znaleźć w sobie męstwo, którym jest umiejętność potwierdzenia siebie pomimo nieuniknionego zagrożenia niebytem. Na tym etapie rodzi się alternatywa wyboru: męstwo lub rozpacz. Powstaje pytanie:
Jeśli życie jest tak samo pozbawione sensu, jak śmierć, jeśli wina jest tak wątpliwa, jak i doskonałość, jeśli byt nie ma większego sensu niż niebyt, na czym może człowiek oprzeć męstwo bycia?
Tillich stwierdza, iż człowiek i świat są niezbędnie sobie potrzebni, co należy przyjąć za pewnik. Jeśli przyjmie się tę perspektywę, będzie to równoznaczne z odkryciem Boga, oddaniem się wierze absolutnej – miłości do niezrozumiałego, tajemnie znaczącego faktu istnienia. Rozpacz jest doświadczeniem niebytu, które jednak doświadczane jest w bycie, w rzeczywistości. Rozpacz, aby zaistnieć, powstać musi w istniejącym człowieku, a zatem manifestuje się w niej powaga ludzkiego bytu. Człowiek zrozpaczony istnieje, a co więcej: zdaje sobie sprawę co kryje się za zasłonami pozornie dotąd znanej rzeczywistości, zatem przeżywa niebywały rozwój duchowy, a zmagając się z niebytem okazuje swą moc, swoje uczestnictwo w bycie, afirmuje siebie i wszechświat, otrzymuje niezachwianą pewność swojego istnienia, jedyności i niepowtarzalności.
Męstwo bycia ma źródło w tym Bogu, który pojawia się wówczas, kiedy Bóg zniknął w lęku przed wątpieniem.
Jest to męstwo bezwarunkowe, pozwala afirmować boskość człowieka, pomimo zagrożenia śmiercią, bezsensem, a nawet potępieniem. Śmierć na tym etapie przestaje być ostatecznym wrogiem jednostki, a staje się towarzyszem w drodze, przypominającym, że każda chwila może być ostatnia, „więc znaczy jak życie”. Nie można uciec przed śmiercią, jednak można odpowiedzieć sobie na pytanie dlaczego dano nam żyć tu i teraz, realizować się w duchowo ukształtowanej witalności, w jej emanacjach, takich jak np. język, czy technika.
Ta nie dająca się określić i niewyczerpana głębia i podstawa wszelkich istnień to Bóg. Słowo "Bóg" oznacza właśnie tę głębię. A jeśli słowo to nie ma dla ciebie żadnego większego znaczenia, przetłumacz je i mów o głębi twego istnienia, o twojej sprawie ostatecznej, o tym co traktujesz poważnie, bez jakichkolwiek zastrzeżeń. Być może, aby tego dokonać, musisz zapomnieć o wszystkim co tradycyjne, czego uczono cię o Bogu, a nawet zapomnieć samo słowo "Bóg".
Autor podkreśla, że „tylko ci, którzy doświadczyli szoku przemijalności, niepokoju wobec świadomości swej skończoności, zagrożenia niebytu, mogą zrozumieć, co znaczy pojęcie Boga”. Według Mariusza Wojewody z Uniwersytetu Śląskiego „zaprzeczeniem stanu rozpaczy jest męstwo bycia, czyli przeciwstawienie się niebytowi przez otwarcie się na działanie mocy Samego bytu (Boga)”.
Dzieło Tillicha wskazuje na możliwość, że w teologii współczesnej istotnym terenem, na którym można uzasadniać wiarygodność przekazu o kluczowym znaczeniu religii w ogóle, jest antropologia – doświadczenie egzystencji staje się tutaj katalizatorem religijności.